# Гоминиды группы Схул-Кафзех

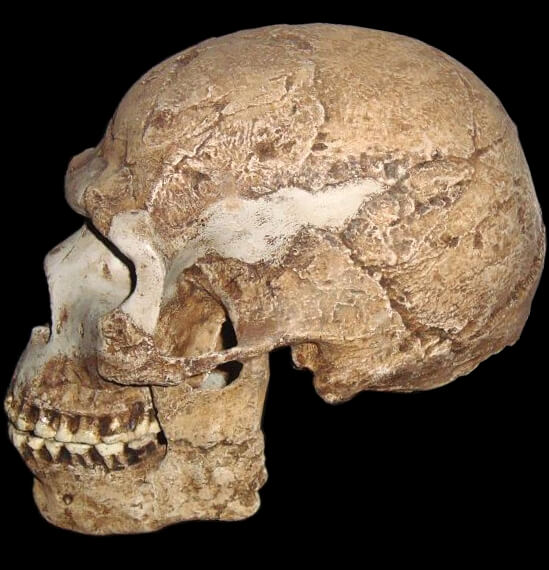
Схул-5

Гоминиды группы Схул-Кафзех — название фоссилий гоминидов, найденных в пещерах Кафзех и Схул в Израиле. Их относят к виду Homo sapiens, что делает эти останки одними из старейших этого вида в Евразии. Пещера Схул расположена на склоне горы Кармель в 20 км на юг от Хайфы, а Кафзех — у подножия горы Свержения в 2 км на юг от современного центра Назарета в Нижней Галилее.
Останки, найденные в пещере Схул (а также те, что были найдены в заповеднике Нахаль-Меарот и пещере Мугарет эль-Зуттиех) были классифицированы в 1939 году Артуром Китом и Теодором МакКауном, как Palaeoanthropus palestinensis (потомок гейдельбергского человека).

## История

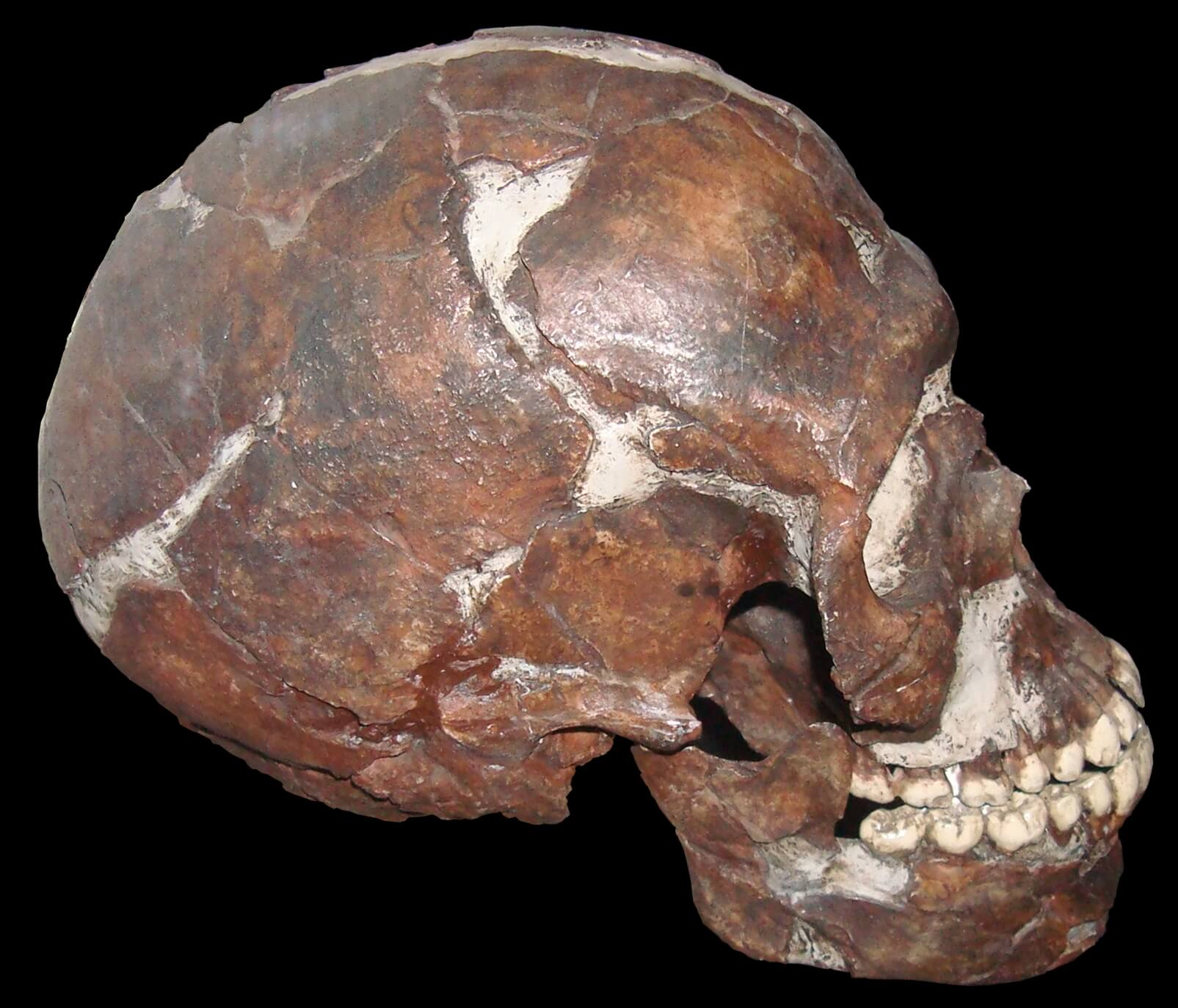
Кафзех-9

Найденные останки совмещают в себе черты и древних, и современных видов людей. Ориентировочно, их возраст от 80 000 до 120 000 лет и был определен с помощью ЭПР и термолюминесцентного датирования. Череп схож с современным человеческим, однако они имеют лицевой профиль, схожий с неандертальцами. Первоначально их рассматривали, как переход от неандертальцев к современному человеку, или же как гибрид неандертальца и Homo sapiens. Останки неандертальцев были найдены в пещере Кебара и имеют возраст от 48 000 до 60 000 лет, однако предполагалось, что гоминиды, которым принадлежат останки из группы Схул-Кафзех, вымерли из-за климатических изменений 80 000 лет назад, что позволяет предположить отсутствие контакта между двумя видами в регионе. Более современная гипотеза предполагает, что останки отражают первую массовую миграцию людей из Африки около 125 000 лет назад (скорее всего, через Синайский полуостров), и что неандертальские особенности на самом деле особенности древних представителей Homo sapiens.
У гоминид группы Схул-Кафзех (Middle Paleolithic Modern Humans) экзостоз наружного слухового прохода («ухо ныряльщика») встречается в 25 % случаев, тогда как у неандертальцев — в 56 % случаев (47,8 %, если исключить два спорных случая), у Homo sapiens раннего/среднего верхнего палеолита — в 20,8 % случаев, у Homo sapiens, живших в позднем верхнем палеолите, — не выше 9,5 % случаев.

## Схул
Останки из пещеры Схул находили между 1929 и 1935 годами в пещере на горе Кармель. Были найдены останки 7 взрослых и 3 детей, некоторые из которых, как утверждается, были похоронены. Также, рядом с останками были обнаружены моллюски вида Nassarius, что позволяет предположить, что их собирали, как украшения (так как употребление их в пищу маловероятно). Надпяточная кость Схул IV возрастом 100 тыс. лет имеет морфологическое сходство с таранной (надпяточной) костью гоминида из сибирской Байгары возрастом 10,4 тыс. лет.

### Схул-5
У Схул-5 на груди была найдена нижняя челюсть кабана. У черепа видна выступающая челюсть, однако сам череп закругленный, как у современных людей. При обнаружении его отнесли к неандертальцам, но на данный момент считается современным человеком с крайне крепким телосложением. Затылочная кость, обнаруженная на острове Меровский в Саратовской области, сходна с архаичным сапиенсом Схул V.

## Кафзех
На расстоянии 35 км от пещеры Кафзех были найдены виды двустворчатых моллюсков, которые использовали в качестве ожерелья.

### Кафзех-6
Самый хорошо сохранившийся череп. Судя по структуре черепа и зубов, эти останки принадлежат молодому мужчине.

### Кафзех-9 и Кафзех-10
В 1969 году близко друг к другу были найдены останки двух тел — взрослой женщины (Кафзех-9) и ребенка (Кафзех-10). У Кафзех-9 был высокий лоб и выступающий подбородок.

### Кафзех-11
В 1971 году в вырытой яме были обнаружены останки, принадлежащие подростку (возрастом около 13 лет). Скелет лежал на спине, а в руках были рога благородного оленя.

### Кафзех-12
Ребенок около 3 лет со строением черепа, схожим с гидроцефалом.